# Hooiberg (landbouw)

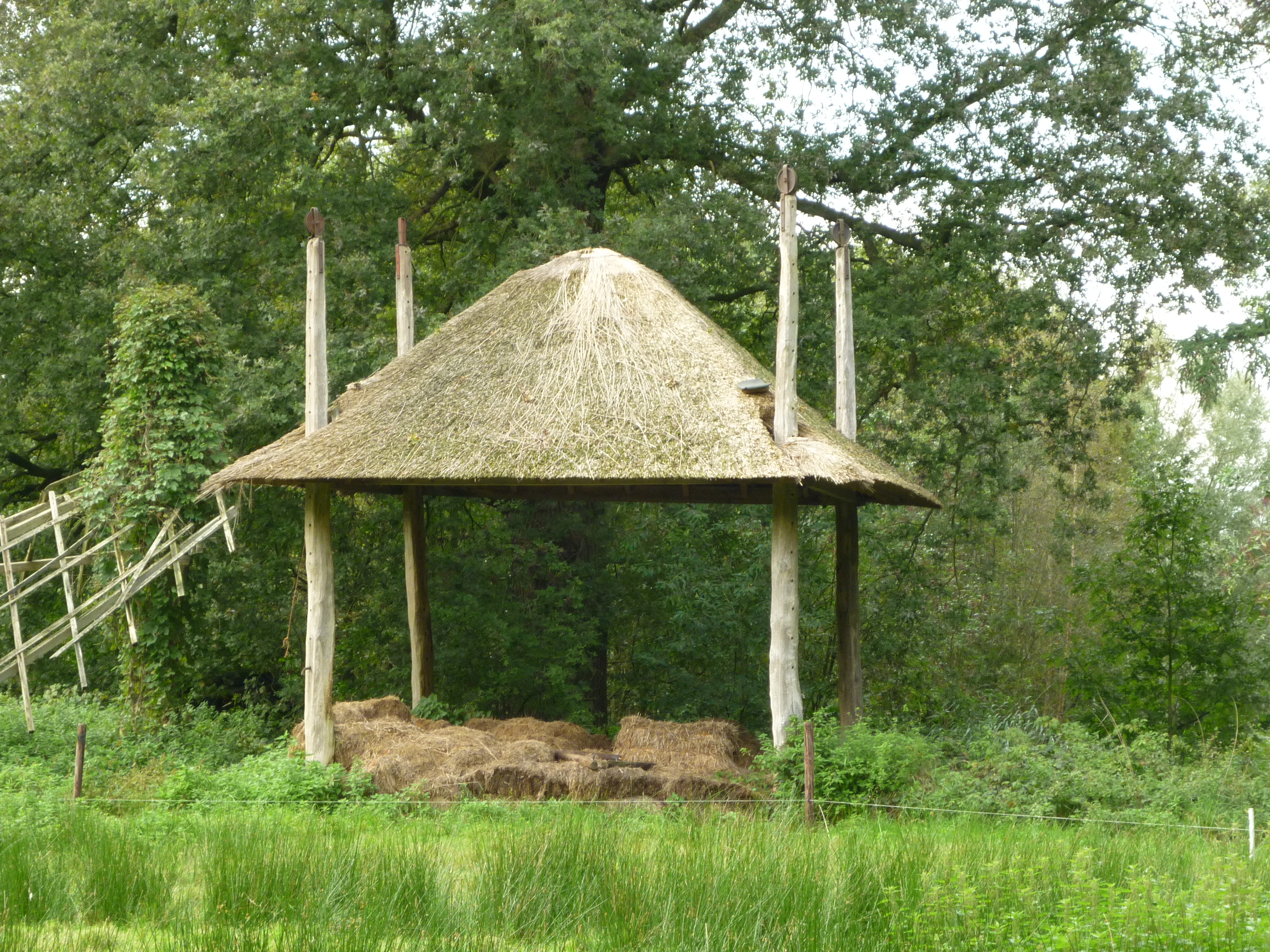
Hooiberg in Putten

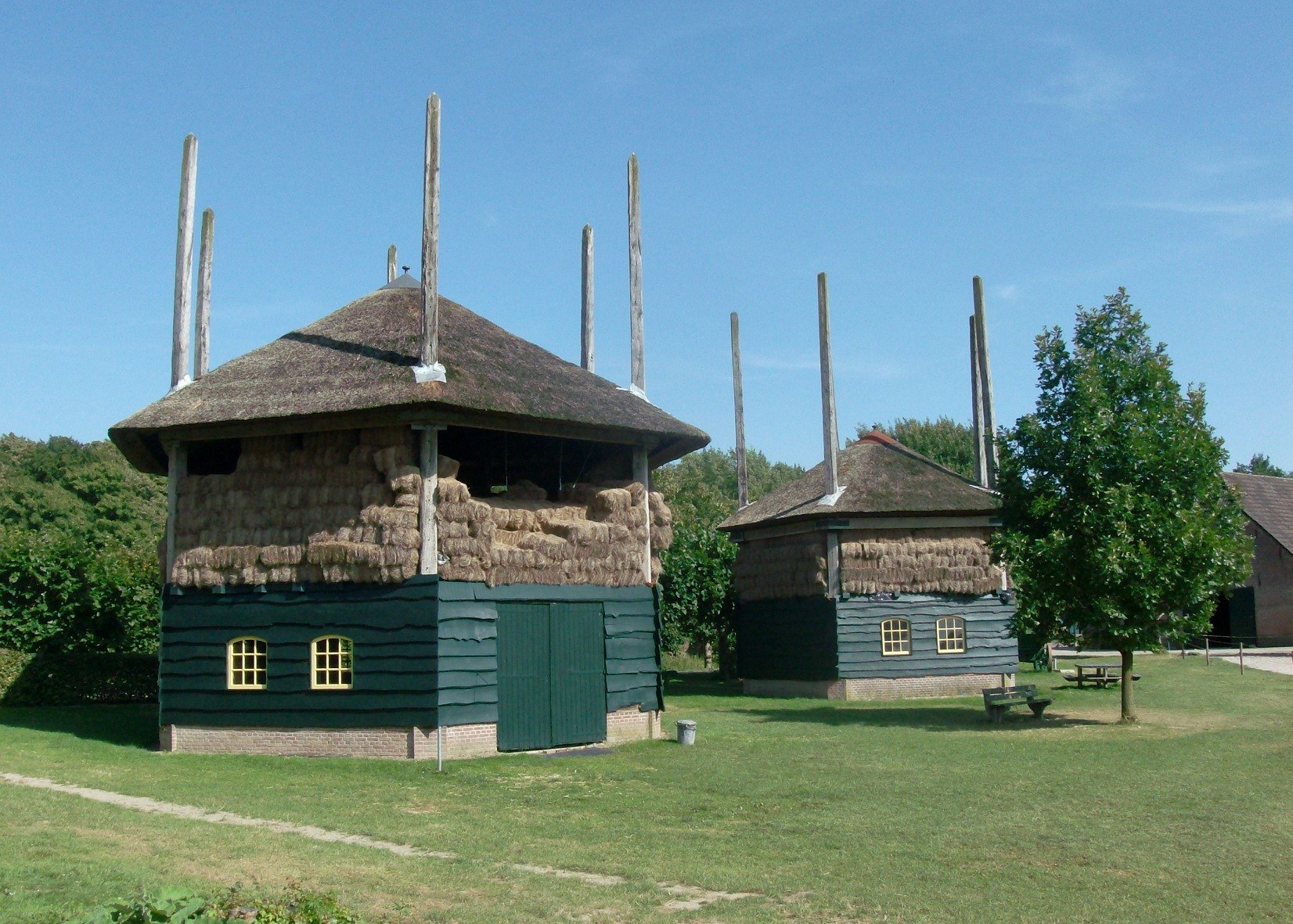
Een 6-hoekige en 5-hoekige hooiberg op het Landgoed Mariënwaerdt bij Geldermalsen

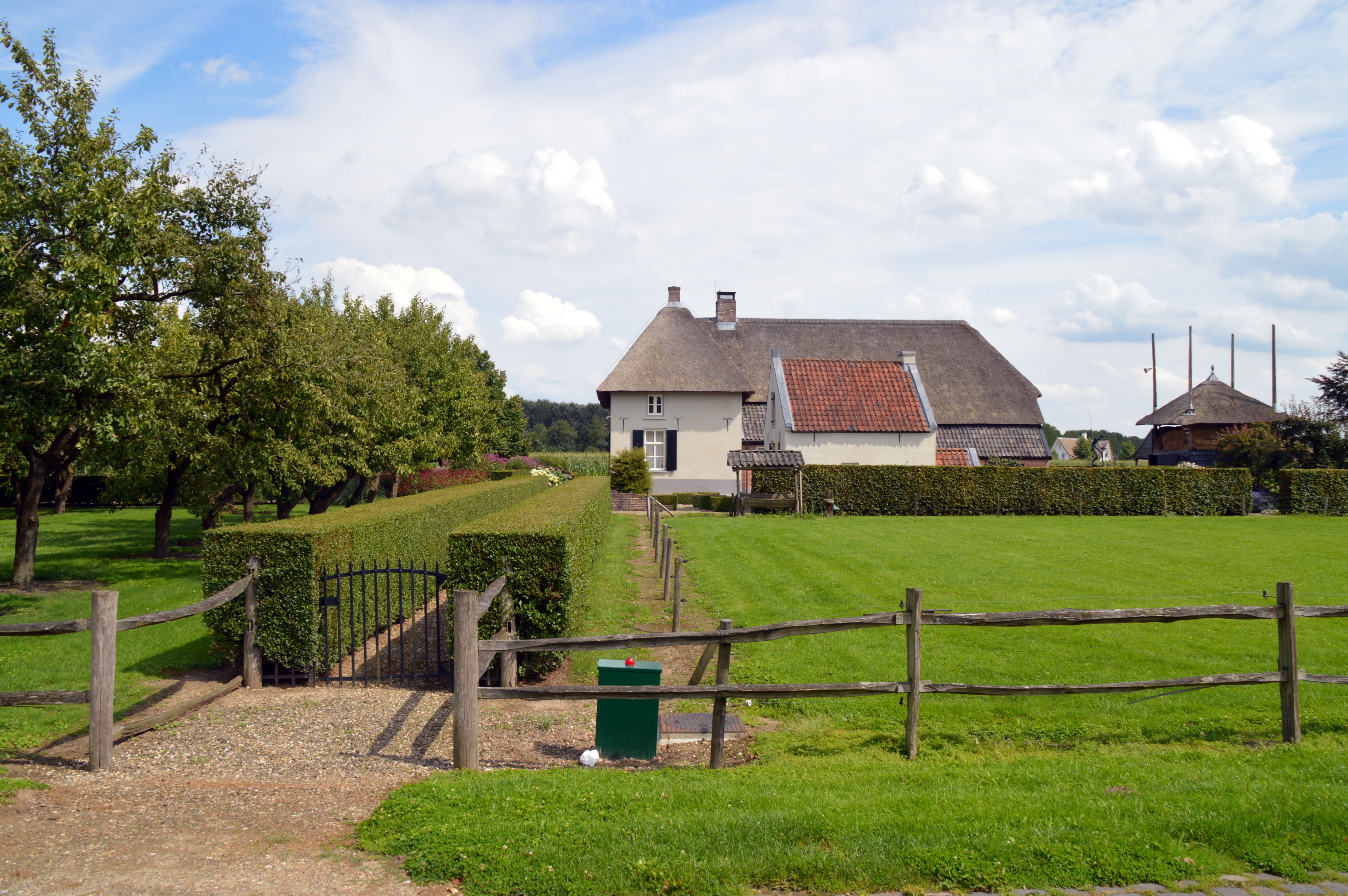
Hooimijt achter T-boerderij in Beuningen, Gelderland

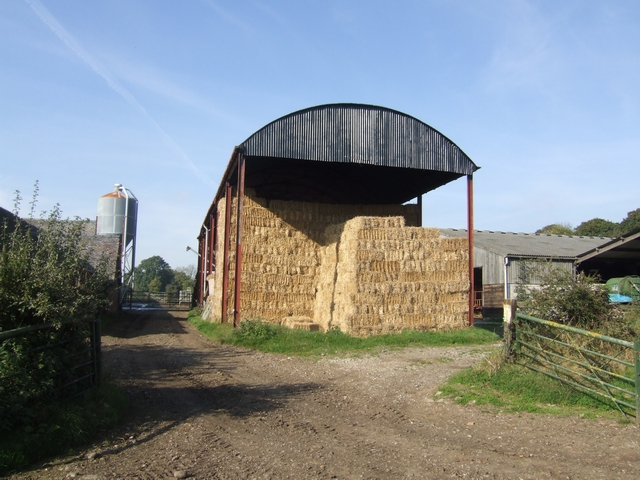
Een open kapschuur in Engeland

Een hooiberg, steltenberg, roedenberg of paalschuur (Vlaanderen) is een vrijstaand agrarisch bouwwerk dat dient als opslagplaats van graanschoven (zaadberg), stro of hooi. De constructie bestaat ten minste uit een tot zeven palen, roeden genaamd, en een verstelbaar dak dat langs de palen op en neer kan bewegen. Het dak is traditioneel van riet. De hooiberg kwam rond 1500 in een groot deel van Nederland en Noord-Duitsland voor. Hij is nu vooral te vinden in de veeteeltgebieden van Zuid-Holland, Utrecht, Gelderland en Overijssel. In de polders rond Hamburg werd de hooiberg vooral gebruikt voor de opslag van graan. 

## Naam en oorsprong
Tot het einde van de middeleeuwen werd de hooiberg kortweg berg of barch genoemd. De oudste vermeldingen dateren uit de elfde eeuw. Het woord hangt samen met 'bergen'; een berg is een 'opslagplaats voor hooi of graan'. Het woord is slechts in de verte verwant met bergerie ('schapenboerderij'). Een oorkonde van omstreeks 1022 noemt in het Gelderse rivierengebied een 'afdak dat in de volksmond barg wordt genoemd. Uit dezelfde tijd stammen notities uit Noord-Duitsland, die spreken over een type graanschuur dat barg of barhc heet. De (hooi)berg is vermoedelijk ontstaan uit de prehistorische graanspieker.

## Veevoer
De opslag van hooi was bedoeld om in de wintermaanden een voorraad voer voor het vee te hebben als ze op stal stond en er geen vers gras was.
Men moest na het opslaan van het hooi alert zijn op hooibroei, dit kon de gehele voorraad met boerderij en al in vlammen doen opgaan door zelfontbranding. Daarom werd het hooi buiten het boerenhuis opgeslagen in de hooiberg.

## Types
Er zijn meerdere bouwtypes; sommige zijn onderdeel van een opslag- of veeschuur; men spreekt dan van een schuurberg. Deze wordt onder meer aangetroffen in de Betuwe.
De éénroeder wordt ook pluberg genoemd. Deze komt veel voor in de Achterhoek.
De tweeroeder, vooral gezien in de Gelderse vallei en op de Veluwe, heeft tegenwoordig vaak een golfplaten kap. Een andere variant is de kapberg, die in de regel geen verstelbaar dak heeft. Dit is in feite een open variant van de kapschuur of het hooihuis.
De steltenberg (Oost-Nederland en Rivierengebied) is gebouwd op een zoldertje, waaronder een berging zit. Het hooi wordt geladen door een gat in het dak.
Ook de benaming schelf en mijt worden gebruikt voor hooiberg.
In de omgeving van Mechelen spreekt men ook wel over Hollandse schuur; in historische bronnen komt daarnaast het woord mikke voor, waarmee een soort kapberg werd bedoeld. In Engeland noemt men een kapberg ook wel een Dutch barn (Hollandse schuur). In de Verenigde Staten wordt onder Dutch barn een driebeukige graanschuur verstaan.
Oorspronkelijk werd een hooiberg gevormd door los of in schoven opgestapeld hooi, stro of vlas. Dankzij de landbouwmechanisatie ging men later over op het inbinden en stapelen van rechthoekige (stro-)balen. Een andere opslagvorm is dat 's zomers het veevoer ingekuild wordt, of in grote ronde balen, ingepakt in plastic, die buiten opgeslagen liggen tot ze nodig zijn. De hooiberg is daardoor steeds meer een decoratieve opstal bij de oudere boerderijen geworden.

## Onderzoek en waardering
De hooiberg wordt in zijn bestaan bedreigd door andere opslagtechnieken. Mede als gevolg van de dreigende teloorgang is studie op gang gekomen naar de historie, de constructie en de werking van de hooiberg. Daardoor kwamen interessante feiten naar boven zoals het regelmatig voorkomen van het bouwwerk in schilderkunst, poëzie en architectuur. De verspreiding van het bouwwerk over de wereld wordt door onderzoek steeds duidelijker. Internationale contacten leiden tot gedeeld besef dat regionale tradities rond opslag van hooi en andere landbouwproducten op de boerderij beter gedocumenteerd en bewaard dienen te worden. Sommige hooibergen worden in Nederland vanwege hun historische, beeldbepalende en of ensemblewaarde op een gemeentelijke monumentenlijst geplaatst of in het Rijksmonumentenregister opgenomen. Het laatste was tot 2022 36 maal het geval.

## Techniek
Voor het op en neer bewegen van het dak worden verschillende werktuigen gebruikt, onder andere een heef(t), een rikrak (een constructie werkend met een hefboom), een lier en katrol aan de hooibergroede of een losse bergwaag met losse stoel.

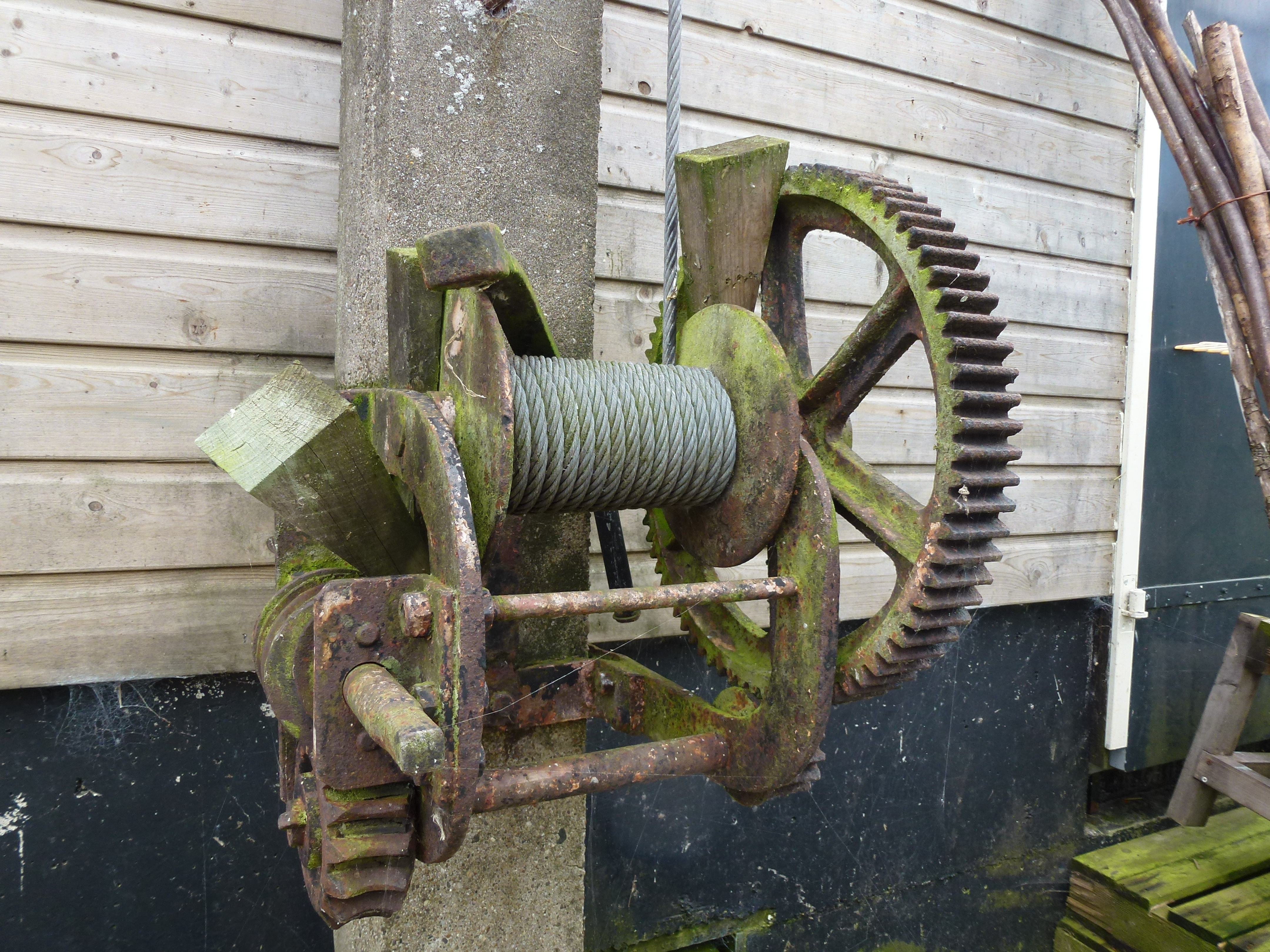
Lier met katrol
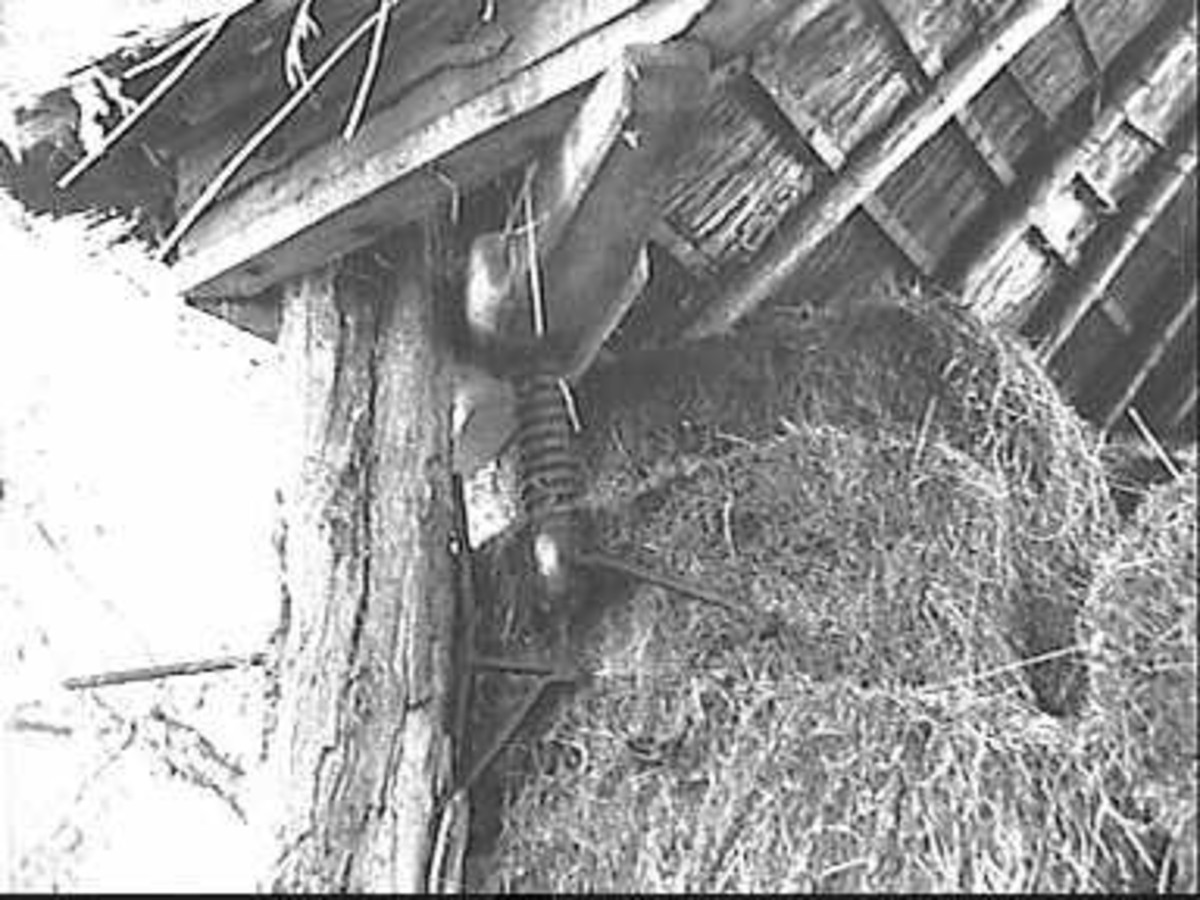
Bergwaag met stoel